# Пауло да Сільва
Пауло да Сільва (ісп. Paulo da Silva; 1 лютого 1980, Асунсьйон, Парагвай) — парагвайський футболіст, захисник «Сандерленда» та збірної Парагваю. Учасник чемпіонатів світу 2006 та 2010 років.

## Титули і досягнення
- Чемпіон Парагваю (2): 2002, 2003
- Чемпіон Мексики (2): 2005А 2008А
- Володар Кубка Парагваю (1): 2019
- Переможець Кубка чемпіонів КОНКАКАФ (1): 2003
- Срібний призер Кубка Америки: 2011